# Clasificarea grupurilor simple finite
În matematică, clasificarea grupurilor simple finite este o teoremă care afirmă că orice grup simplu finit⁠(d) aparține uneia dintre cele patru clase largi descrise mai jos. Aceste grupuri pot fi văzute ca elemente constitutive ale tuturor grupurilor finite, într-un mod care amintește de felul în care numerele prime reprezintă elementele constitutive ale numerelor naturale. Teorema Jordan-Hölder⁠(d) este o modalitate mai precisă de a afirma acest lucru despre grupurile finite. Totuși, o diferență semnificativă față de factorizarea întregilor este aceea că astfel de „elemente constitutive” nu determină neapărat un grup unic, deoarece ar putea exista multe grupuri neizomorfe cu aceeași serie de compoziții⁠(d). Altfel spus, problema extinderii⁠(d) nu are o soluție unică. 
Teoria grupurilor este esențială pentru multe domenii ale matematicii pure și aplicate, iar teorema de clasificare este una dintre marile realizări ale matematicii moderne. Dovada constă în zecile de mii de pagini din câteva sute de articole din reviste științifice scrise de aproximativ 100 de autori, publicate în cea mai mare parte între 1955 și 2004. Gorenstein⁠(d) (1992), Lyon⁠(d) și Solomon⁠(d) publică treptat o versiune simplificată și revizuită a demonstrației. 
Teoremă — Every finite Grup simplu is isomorphic to one of the following groups:
- a member of one of three infinite classes of such, namely:
  - the grup ciclic⁠(d) of prime order,
  - the Grup altern of degree at least 5,
  - the grup de tip Lie⁠(d)
- one of 26 groups called the "grup sporadic⁠(d)"
- the Tits group⁠(d) (which is sometimes considered a 27th sporadic group).

 Teorema de clasificare are aplicații în multe ramuri ale matematicii, întrucât întrebările legate de structura grupurilor finite (și acțiunea lor asupra altor obiecte matematice) pot fi uneori reduse la întrebări cu privire la grupurile simple finite. Datorită teoremei de clasificare, uneori aceste întrebări pot primi răspuns prin verificarea fiecărei familii de grupuri simple și a fiecărui grup sporadic. 
Daniel Gorenstein⁠(d) a anunțat în 1983 că toate grupurile simple finite au fost clasificate, dar afirmația a fost una prematură, deoarece el nu știa despre demonstrația clasificării grupurilor quasithin⁠(d). Demonstrația completă a clasificării a fost anunțată de Aschbacher (2004) după ce Aschbacher și Smith au publicat o demonstrație de 1221 de pagini pentru cazul quasithin care lipsea.       